# German Waldheim Cemetery
German Waldheim Cemetery – cmentarz położony w aglomeracji Chicago, na przedmieściu tego miasta, w Forest Park (hrabstwo Cook). Został założony w 1873 roku, od 1969 roku jest częścią Forest Home Cemetery. Cmentarz był miejscem pochówku osób nienależących do parafii różnych ówczesnych związków religijnych oraz masonów, Romów i niemieckich mieszkańców Chicago.
Stał się znany, gdy wybrano go na miejsce spoczynku działaczy anarchistycznych skazanych na śmierć po zamachu Haymarket Riot. Od tamtej pory stał się miejscem pamięci anarchistów, socjalistów i przedstawicieli innych anty-rządowych ruchów politycznych. Spoczywają tam szczątki takich osób, jak: Lucy Parsons, Emma Goldman, Voltairine de Cleyre.